# Trichomaladera yui
Trichomaladera yui är en skalbaggsart som beskrevs av Kobayashi 1993. Trichomaladera yui ingår i släktet Trichomaladera och familjen Melolonthidae. Inga underarter finns listade i Catalogue of Life.